# Šmak

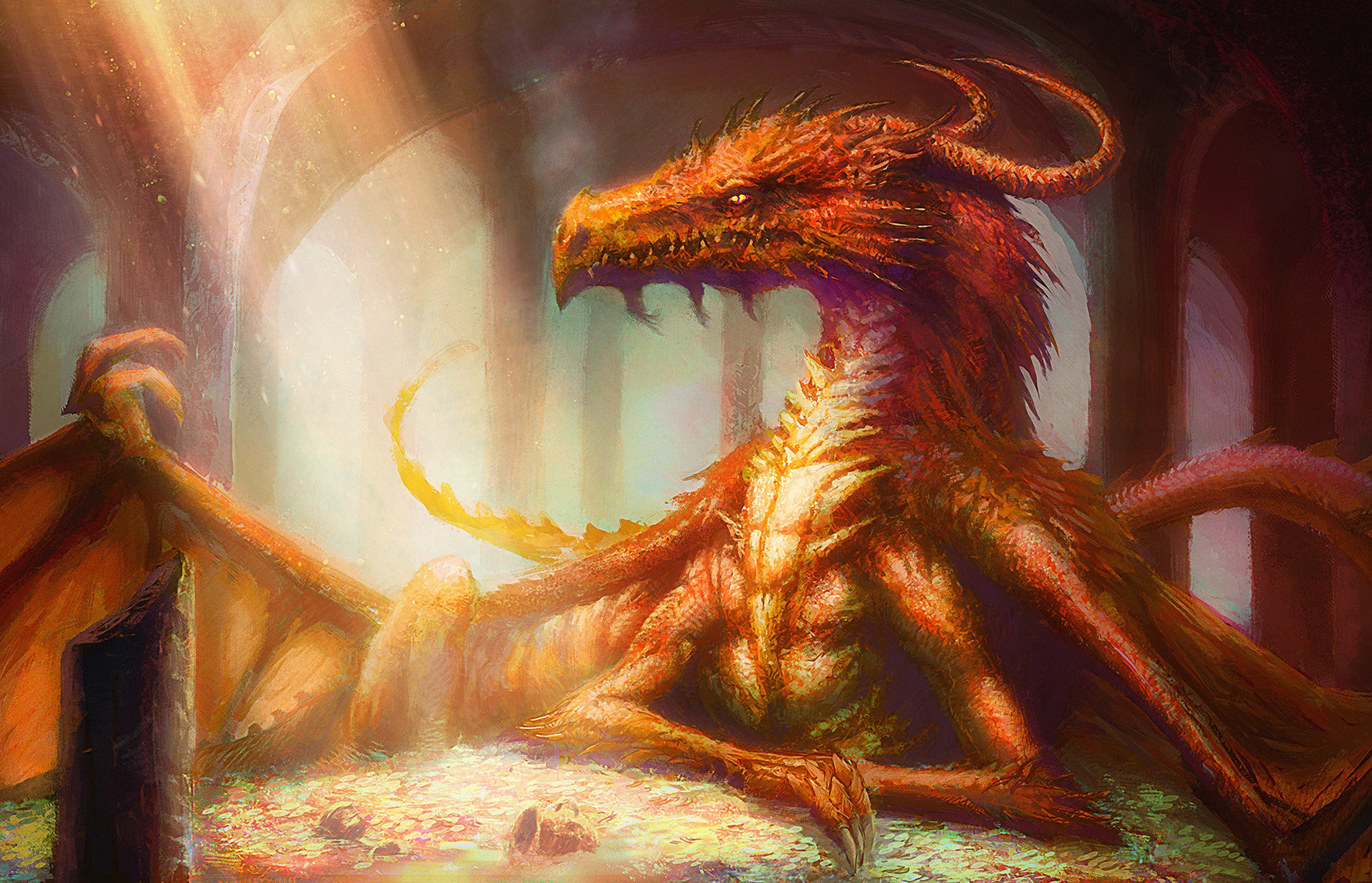
Drak Šmak na ilustraci Davida Demareta

Šmak (také Šmak Strašlivý, anglicky Smaug) je drak (polsky „smok“) z knihy Hobit od J. R. R. Tolkiena.
Šmak byl jedním z největších draků ve Středozemi. V knize Hobit představuje jeho zabití cíl výpravy Thorinových třinácti trpaslíků a hobita Bilba Pytlíka. V době, kdy se příběh knihy odehrává, je Šmak starý několik tisíc let.

## Šmakův původ
Drak Šmak pocházel ze severu. Kdysi žilo na severu mnoho draků. Tak mnoho, že trpaslíci před draky hromadně prchali k jihu. Drak Šmak byl neobvykle velký, neobvykle zlý a obzvláště hrabivý drak.

## Život
Za časů Thorinova děda Thróra se světem šířily zprávy o bohatství trpasličího království pod Osamělou horou (v trpasličí řeči Erebor). Ty přilákaly Šmaka, který se jednoho dne snesl na Osamělou horu. Pochytal a sežral většinu trpaslíků, kteří pobývali v Hoře, protože hlídal hlavní vchod. Unikli pouze ti, kteří v době drakova příletu pobývali mimo Horu (jako byl například Thorin). Zachránil se také Thorinův děd Thrór a otec Thráin, kteří znali tajný východ na úbočí Hory. Šmak obsadil jejich podzemní království. Zlato a drahokamy, které trpaslíci nabyli poctivou prací, nahrnul na obrovskou hromadu v největší podzemní síni.
Drak Šmak přes den spával v Osamělé hoře na hromadě uloupeného zlata jako v posteli. Večer vylézal hlavní branou, spouštěl se do Dolu, města pod Osamělou Horou a odnášel odtud lidi, nejraději panny, které později sežral. Celé okolí Hory tak zpustošil a město Dol úplně vyhubil. Nejbližší lidé potom žili v Jezerním městě Esgarothu, které od Hory dělilo veliké jezero. Jak stárnul, stával se drak Šmak nejen stále tvrdším a silnějším, ale i stále samolibějším. Postupně však přestal opouštět Horu a někteří pošetilí mladíci z Esgarothu začali o jeho existenci pochybovat.
To se ovšem změnilo s příchodem Thorinovy výpravy. Tehdy trpaslíci s pomocí obyvatel Jezerního města přitáhli k Hoře a když se jim podařilo otevřít tajný vchod, poslali hobita Bilbo Pytlíka, aby zjistil, co drak uvnitř dělá. Bilbo sestoupil do nitra Hory a uloupil z dračího pokladu mohutný zlatý pohár. Když Šmak krádež zjistil, rozzuřil se, ale vyčkával. Bilbo se pak do nitra Hory vypravil znovu a rozmlouval v podzemní sluji s drakem, který se začal vychloubat brněním z železných šupin a vrostlých drahokamů tak tvrdým, že je žádná čepel nemohla probodnout. Bilbo Pytlík si ale vychloubačného draka dobře prohlédl a uviděl na levé straně dračích prsou lysinu, tak holou, jako šnek bez skořápky. Zprávu poté sdělil trpaslíkům a vyslechl ji také velký černý drozd.
Šmak se pokusil Thorinovu výpravu překvapit na úbočí Hory, ale ti se před ním ukryli uvnitř. Šmak nesmírně popuzen svým neúspěchem zaútočil na Jezerní město a začal je ničit svými plameny. Když odpor obyvatel kolísal, přilétl drozd k Bardovi, nejlepšímu lučištníku z města, a prozradil mu drakovu slabinu. Bard zasáhl Šmaka přesně. Černý šíp vnikl do Šmaka i s peřím, tak prudký byl jeho let. Šmak nadskočil ve vzduchu, vychrlil oheň a zřítil se smrtelně raněn do trosek Jezerního města. Tak zahynul drak Šmak, „nejpřednější a největší z katastrof“ (jak jej obdivně i posměšně označil Bilbo). Díky tomu bylo obnoveno trpasličí Království pod Horou a po bitvě pěti armád i mír v této oblasti. Kostra Šmaka leží na mělčině prý dodnes i s jeho diamantovým brněním. Diamanty nikdo z vody nevytáhl ze strachu.